# Deutsche Sprintmeisterschaften 2020
Die 24. Deutschen Sprintmeisterschaften wurden am 10. und 11. Oktober 2020 auf der Havel in Werder ausgetragen und vom Ruder-Klub Werder (Havel) von 1918 organisiert. Nachdem die meisten Ruderwettbewerbe aufgrund der COVID-19-Pandemie abgesagt wurden, konnten diese unter strengen Hygieneregeln stattfinden. Insgesamt meldeten sich 935 Ruderer von 91 Vereinen, was einen neuen Teilnehmerrekord darstellt.
In diesem Jahr wurde der Zweier ohne Steuerfrau wieder ins Programm aufgenommen. Erstmals ausgetragen wurde der Vierer mit Steuerfrau. Somit wurden in nunmehr 13 Bootsklassen Medaillen vergeben, davon je sechs bei den Männern und Frauen sowie eine in der Mixed-Klasse. Die Rennen wurden über eine Distanz von 450 Metern ausgetragen.

## Medaillengewinner

### Männer
| Bootsklasse            | Gold | Silber | Bronze |
| ---------------------- | --- | --- | --- |
| Einer                  | Mohamed Taieb (ETuF Essen) | Paul Rasch (Kettwiger RG von 1906) | Max Röger (RG Wiking Berlin) |
| Doppelzweier           | WSV Honnef Marc Danne Tim Danne | RV Weser Hameln Thore Wessel Roelof Bakker | RG Wiking Berlin Max Röger Daniel Lawitzke |
| Zweier ohne Steuermann | ETuF Essen Julius Wagner Henning Sproßmann | Siegburger RV 1910 Niklas Mäger Julius Lingnau | RG Wiking Berlin Marcel Gallien Mirko Rahn |
| Doppelvierer           | Kölner RV von 1877 Petar Cetkovic Maxime Wülfrath Robin Goeritz Christopher Becerra                                                                        | RG Hansa Hamburg Henrik Runge Linus Seibert Malte Anton Koch Jonathan Müller                                                                                              | Stuttgarter RG von 1899 Mathias Mages Emil Schmidberger Simon Kramm Moritz Korthals |
| Vierer mit Steuermann  | RTHC Bayer Leverkusen Felix Krane Dominic Imort Michel Palisaar Julius Christ Till Martini (Stm.)                                                          | RV Weser Hameln Florian Wissel Nick Armgardt Emre Tas Maximilian Gümpel Mareike Adomat (Stf.)                                                                             | Crefelder RC 1883 Paul te Neues Achim Behrens Moritz te Neues Michael Naß Justus de Gruyter (Stm.) |
| Achter                 | RTHC Bayer Leverkusen Nikita Mohr Christopher Ahn Takatomo Furumai Julius Christ Felix Krane Dominic Imort Michel Palisaar Björn Birkner Anna Dames (Stf.) | Münchener RC von 1880 Julian Ritter Sebastian Ritter Tom Tewes Kaspar Friedrich Virnekaes Alexander Dahmen Tjark Löwa Dominik Rieß Maximilian Meister Florian Koch (Stm.) | Allgemeiner Alster-Club / Norddeutscher Ruderer-Bund Rami Tafeche Friedrich Kaiser Dylan Jonat Johann Eickelberg Moritz Hesselmann Hannes Willenbrock Jerrit Röckendorf Philipp von Kodolitsch Felix Paul Lindemann (Stm.) |

### Frauen
| Bootsklasse            | Gold | Silber | Bronze |
| ---------------------- | --- | --- | --- |
| Einer                  | Maren Völz (RC Potsdam) | Laura Kampmann (TV 1877 Essen-Kupferdreh) | Aurelia-Maxima Janzen (Rostocker RC von 1885) |
| Doppelzweier           | RC Potsdam Maren Völz Anni Kötitz | Ludwigshafener RV von 1878 Leonie Scheuermann Marie-Christine Gerhardt                                                                                           | Kölner RV von 1877 Sabrina Schoeps Pia Otto |
| Zweier ohne Steuerfrau | RU Arkona Berlin Wiebke Kaufhold Mandy Reppner | Neuköllner RC Berlin Carla Paetow Martha Bredemeyer | Neusser RV Paula Kuhn Alina Stammen |
| Doppelvierer           | Kettwiger RG von 1906 Lea Schneider Emma Achenbach Lene Mührs Lena Siekerkotte                                                                            | Kölner RV von 1877 Wiebke Gebauer Sabrina Schoeps Inga Goeritz Pia Otto                                                                                          | RG Hansa Hamburg Lea Lützen Svenja Michaelis Lisa Schneemann Pia Groß                                                                                        |
| Vierer mit Steuerfrau  | RC Potsdam Gerlinde Obenaus Lea Dahn Luisa Schade Katarina Tkachenko Sabrina Güttler (Stf.)                                                               | RU Arkona Berlin Scarlett Gelleszun Louisa Neuland Wiebke Kaufhold Mandy Reppner Lisa Hellmers (Stf.)                                                            | Ludwigshafener RV von 1878 Marie-Christine Gerhardt Eva Hohoff Hannah Rieder Leonie Scheuermann Ronja Starker (Stf.)                                         |
| Achter                 | RU Arkona Berlin Maren Herrmann Alina Henze Scarlett Gelleszun Jessika Fuhr Ella Cosack Louisa Neuland Wiebke Kaufhold Mandy Reppner Lisa Hellmers (Stf.) | RG Hansa Hamburg Kim-Alina Espey Louise von Lacroix Svenja Michaelis Paula Bäurich Leonie Berge Silja Runge Lisa Schneemann Isabel Sturm Friederike Claus (Stf.) | Crefelder RC 1883 Theresa Hülsmann Theresa Lomertin Sophia Wüllner Lara Horster Melissa Isen Pia Renner Sophie Baloghy Lina Mölder Philipp Grunenberg (Stm.) |

### Mixed
| Bootsklasse  | Gold                                                                          | Silber                                                                    | Bronze                                                                      |
| ------------ | ----------------------------------------------------------------------------- | ------------------------------------------------------------------------- | --------------------------------------------------------------------------- |
| Doppelvierer | Kölner RV von 1877 Sabrina Schoeps Christopher Becerra Robin Goeritz Pia Otto | RC Nürtingen 1921 Luisa Kaiser Oliver Peikert Tim Liebrich Pauline Sauter | RRG Mülheim Julius Rommelmann Simon Schlott Klara Thiele Charlotte Heyltjes |